# Diocesi di Dallas
La diocesi di Dallas (in latino Dioecesis Dallasensis) è una sede della Chiesa cattolica negli Stati Uniti d'America suffraganea dell'arcidiocesi di San Antonio. Nel 2023 contava 1.379.188 battezzati su 4.505.229 abitanti. È retta dal vescovo Edward James Burns.

## Territorio
La diocesi comprende 9 contee nella parte settentrionale del Texas, negli Stati Uniti d'America: Collin, Dallas, Ellis, Fannin, Grayson, Hunt, Kaufman, Navarro e Rockwall.
Sede vescovile è la città di Dallas, dove si trova la cattedrale santuario di Guadalupe (Cathedral Santuario de Guadalupe).
Il territorio si estende su 19.475 km² ed è suddiviso in 69 parrocchie.

## Storia
La diocesi di Dallas fu eretta il 15 luglio 1890 con la bolla Romani Pontifices di papa Leone XIII, ricavandone il territorio dalla diocesi di Galveston (oggi arcidiocesi di Galveston-Houston).
Si ampliò nel 1891 e nel 1892, incorporando territori del vicariato apostolico dell'Arizona (oggi diocesi di Tucson).
Il 3 marzo 1914, il 3 agosto 1926 e il 15 novembre 1947 cedette alcune porzioni del suo territorio a vantaggio dell'erezione rispettivamente delle diocesi di El Paso, di Amarillo e di Austin.
Il 20 ottobre 1953 in forza del decreto Urbs vulgo della Congregazione per i vescovi la chiesa di San Patrizio di Fort Worth fu elevata al rango di concattedrale e la diocesi assunse il nome di diocesi di Dallas-Fort Worth.
Il 16 ottobre 1961 cedette un'altra porzione del suo territorio a vantaggio dell'erezione della diocesi di San Angelo.
Il 9 agosto 1969 la diocesi si divise, dando origine alla diocesi di Fort Worth e alla presente diocesi, che contestualmente ha assunto il nome attuale.
Il 12 dicembre 1986 ha ceduto un'altra porzione di territorio a vantaggio dell'erezione della diocesi di Tyler.
La diocesi è stata coinvolta nello scandalo degli abusi sessuali su otto chierichetti, abusati per undici anni dal sacerdote diocesano Rudolph Kos, sospeso da ogni incarico nel 1992 e successivamente condannato all'ergastolo. Una delle vittime ha commesso suicidio. La diocesi era stata condannata a pagare 119 milioni di dollari, ma tale cifra avrebbe portato alla bancarotta; nel 1998 raggiunse un accordo con le vittime, cui sono andati 23 milioni di dollari, ottenuti grazie alla vendita di proprietà diocesane.

## Cronotassi dei vescovi
Si omettono i periodi di sede vacante non superiori ai 2 anni o non storicamente accertati.
- Thomas Francis Brennan † (9 gennaio 1891 - 17 novembre 1892 dimesso[3])
- Edward Joseph Dunne † (24 settembre 1893 - 5 agosto 1910 deceduto)
- Joseph Patrick Lynch † (8 giugno 1911 - 19 agosto 1954 deceduto)
- Thomas Kiely Gorman † (29 agosto 1954 succeduto - 22 agosto 1969 ritirato[4])
- Thomas Ambrose Tschoepe † (27 agosto 1969 - 14 luglio 1990 ritirato)
- Charles Victor Grahmann † (14 luglio 1990 succeduto - 6 marzo 2007 ritirato)
- Kevin Joseph Farrell (6 marzo 2007 - 15 agosto 2016 nominato prefetto del Dicastero per i laici, la famiglia e la vita)
- Edward James Burns, dal 13 dicembre 2016

## Statistiche
La diocesi nel 2023 su una popolazione di 4.505.229 persone contava 1.379.188 battezzati, corrispondenti al 30,6% del totale.
| anno | popolazione | popolazione | popolazione | presbiteri | presbiteri | presbiteri | presbiteri                | diaconi | religiosi | religiosi | parrocchie |
| anno | battezzati  | totale      | %           | numero     | secolari   | regolari   | battezzati per presbitero | diaconi | uomini    | donne     | parrocchie |
| ---- | ----------- | ----------- | ----------- | ---------- | ---------- | ---------- | ------------------------- | ------- | --------- | --------- | ---------- |
| 1950 | 67.069      | 2.800.000   | 2,4         | 155        | 81         | 74         | 432                       |         | 37        | 555       | 139        |
| 1966 | 157.500     | 3.150.000   | 5,0         | 301        | 145        | 156        | 523                       |         |           |           | 94         |
| 1970 | 108.986     | 2.139.900   | 5,1         | 190        | 84         | 106        | 573                       |         | 121       | 481       | 53         |
| 1976 | 123.453     | 2.487.100   | 5,0         | 208        | 93         | 115        | 593                       | 26      | 127       | 376       | 56         |
| 1980 | 165.483     | 2.778.656   | 6,0         | 198        | 94         | 104        | 835                       | 100     | 104       | 355       | 61         |
| 1990 | 212.264     | 2.532.627   | 8,4         | 178        | 104        | 74         | 1.192                     | 93      | 74        | 201       | 63         |
| 1999 | 555.172     | 2.971.699   | 18,7        | 184        | 100        | 84         | 3.017                     | 139     | 6         | 158       | 65         |
| 2000 | 605.457     | 2.990.703   | 20,2        | 198        | 121        | 77         | 3.057                     | 137     | 97        | 166       | 72         |
| 2001 | 630.156     | 2.979.840   | 21,1        | 197        | 125        | 72         | 3.198                     | 154     | 81        | 153       | 65         |
| 2002 | 843.167     | 3.200.064   | 26,3        | 200        | 125        | 75         | 4.215                     | 152     | 99        | 155       | 70         |
| 2003 | 854.181     | 3.247.837   | 26,3        | 171        | 97         | 74         | 4.995                     | 162     | 83        | 146       | 67         |
| 2004 | 930.352     | 3.371.300   | 27,6        | 198        | 122        | 76         | 4.698                     | 145     | 96        | 146       | 67         |
| 2006 | 955.298     | 3.473.568   | 27,5        | 197        | 122        | 75         | 4.849                     | 152     | 98        | 127       | 67         |
| 2013 | 1.165.582   | 3.847.430   | 30,3        | 213        | 129        | 84         | 5.472                     | 144     | 101       | 104       | 74         |
| 2015 | 1.258.656   | 3.975.996   | 31,7        | 218        | 136        | 82         | 5.773                     | 179     | 94        | 94        | 74         |
| 2016 | 1.320.737   | 4.056.215   | 32,6        | 212        | 132        | 80         | 6.229                     | 177     | 93        | 91        | 74         |
| 2019 | 1.392.000   | 4.054.985   | 34,3        | 229        | 137        | 92         | 6.078                     | 170     | 113       | 95        | 69         |
| 2021 | 1.321.189   | 4.416.574   | 29,9        | 230        | 146        | 84         | 5.744                     | 177     | 108       | 66        | 69         |
| 2023 | 1.379.188   | 4.505.229   | 30,6        | 235        | 144        | 91         | 5.868                     | 185     | 118       | 100       | 69         |